# Định nghĩa (ε, δ) của giới hạn

Khi điểm x nằm trong một khoảng δ so với c, f(x) nằm trong một khoảng ε so với L

Trong giải tích, định nghĩa {\displaystyle (\epsilon ,\delta )} của giới hạn (định nghĩa giới hạn bằng ký tự epsilon–delta) là một phát biểu chặt chẽ cho khái niệm của giới hạn. Khái niệm này xuất phát từ Augustin-Louis Cauchy, tuy không định nghĩa {\displaystyle (\epsilon ,\delta )} trong quyển Cours d'Analyse của mình, nhưng thỉnh thoảng dùng phép lập luận bằng {\displaystyle (\epsilon ,\delta )} trong các chứng minh của mình. Định nghĩa chặt chẽ đầu tiên được đưa bởi Bernard Bolzano năm 1817, và phát biểu hoàn chỉnh hiện đại do Karl Weierstrass đưa ra. Nó làm chặt chẽ định nghĩa không chính thức sau: hàm số {\displaystyle f(x)} tiến tới giá trị {\displaystyle L} khi biến số {\displaystyle x} tiến tới giá trị {\displaystyle c,} nếu {\displaystyle f(x)} có thể ở gần {\displaystyle L} tùy ý như mong muốn khi đưa {\displaystyle x} đủ gần đến {\displaystyle c}.

## Lịch sử
Mặc dù người Hy Lạp cổ đại từng xem xét các quá trình giới hạn, như là phương pháp Babylon, nhiều khả năng họ không có khái niệm giới hạn giống như ngày nay. Nhu cầu cho khái niệm giới hạn xuất hiện trong thế kỷ 17 khi Pierre de Fermat cố tìm độ dốc của đường tiếp tuyến tại một điểm x của một hàm số như là f(x) = x2. Sử dụng một đại lượng khác không nhưng gần bằng không E, Fermat đã tính độ dốc D bằng cách sau:
{\displaystyle {\begin{aligned}D&={\frac {f(x+E)-f(x)}{E}}\\&={\frac {(x+E)^{2}-x^{2}}{E}}\\&={\frac {x^{2}+2xE+E^{2}-x^{2}}{E}}\\&={\frac {2xE+E^{2}}{E}}=2x+E=2x.\end{aligned}}}
Điểm then chốt cho phép tính trên là do E khác không nên ta có thể chia f(x + E) − f(x) cho E, nhưng do E gần bằng không, 2x + E cũng giống như 2x. Đại lượng như E được gọi là infinitesimal (vô cùng bé). Tuy nhiên, các nhà toán học thời đó không thể định nghĩa chặt chẽ một đại lượng với tính chất của E như trên, nhưng các nhà toán học vận thường dùng các đại lượng vô cùng bé như thế và có vẻ vẫn cho ra kết quả đúng.
Vấn đề này lại xuất hiện sau đó trong việc phát triển bộ môn giải tích do những tính toán như của Fermat được dùng để tính đạo hàm. Isaac Newton lần đầu phát triển giải tích bằng một đại lượng vô cùng bé gọi là fluxion. Ông phát triển chúng với ý tưởng về một "khoảng khắc vô cùng ngắn..." Tuy nhiên, Newton sau đó từ bỏ fluxion mà thay vào đó là một lý thuyết về tỉ số gần giống với định nghĩa (ε, δ) hiện đại của giới hạn. Hơn nữa, Newton biết rằng giới hạn của tỉ số hai đại lượng gần bằng không không phải là tỉ số, như ông đã viết:
Những tỉ số cuối cùng đó... không phải là tỉ số của các đại lượng tới hạn, mà là giới hạn... mà chúng có thể tiếp cận gần đến mức hiệu của chúng nhỏ hơn bất kỳ con số nào...
Thêm vào đó, Newton đôi khi giải thích giới hạn theo nghĩa giống với định nghĩa epsilon–delta. Gottfried Wilhelm Leibniz xây dựng một infinitesimal và cố gắng làm nó chặt chẽ, nhưng vẫn bị một số nhà toán học và triết học nghi ngờ.
Augustin-Louis Cauchy đưa ra định nghĩa của giới hạn bằng một khái niệm đơn giản hơn mà ông gọi là một "đại lượng biến thiên". Ông chưa bao giờ đưa ra định nghĩa epsilon–delta cho giới hạn (Grabiner 1981), tuy nhiên một số chứng minh của ông chứa dấu hiệu của phương pháp này. Liệu cách tiếp cận của ông có thể coi là tiền đề cho Weierstrass là một vấn đề được tranh cãi; Grabiner cho là có, trong khi Schubring (2005) thì nghĩ là không.
Cuối cùng, Weierstrass và Bolzano đều được công nhận là đã đưa ra nền tảng chặt chẽ cho giải tích sử dụng định nghĩa ε–δ của giới hạn.
 Đại lượng vô cùng bé E trở nên không cần thiết và thay vào đó là giới hạn:
{\displaystyle \lim _{h\to 0}{\frac {f(x+h)-f(x)}{h}}.}
Tuy nhiên định nghĩa này không hẳn là không có vấn đề, dù nó loại bỏ đại lượng vô cùng bé, nhưng lại cần việc xây dựng số thực của bởi Richard Dedekind. Đại lượng vô cùng bé cũng không hẳn bị lãng quên, chúng vẫn có chỗ đứng trong toán học nhờ vào sự hình thành của các tập số siêu thực (hyperreal number) hay số kỳ quái (surreal number). Hơn nữa, ta có thể xây dựng giải tích một cách chặt chẽ bằng những đại lượng này và chúng được dùng trong những tình huống khác.

## Phát biểu không chính thức
Một định nghĩa không chính quy (tức là, theo trực cảm hay tạm thời) là một "hàm số f tiếp cận giới hạn L gần a (bằng ký hiệu, {\displaystyle \lim _{x\to a}f(x)=L\,}) nếu ta có thể làm f(x) gần L tùy ý bằng cách cho x đủ gần, nhưng không bằng, a."
Khi ta nói hai đại lượng gần nhau (như là f(x) và L hay x hay a) ý chỉ hiệu (hay khoảng cách) giữa chúng là nhỏ. Trong trường hợp f(x), L, x, và a là các số thực, hiệu hay khoảng cách giữa hai số là giá trị tuyệt đối của hiệu hai số đó. Do đó, khi ta nói f(x) gần với L nghĩa là | f(x) − L | nhỏ. Tương tự, khi ta nói x gần a, nghĩa là | x − a | nhỏ.
Khi ta nói có thể làm f(x) gần L tùy ý, nghĩa là với mọi khoảng cách ε lớn hơn 0, ta có thể làm khoảng cách giữa f(x) và L nhỏ hơn ε.
Khi ta nói có thể làm f(x) gần L tùy ý bằng cách cho x đủ gần nhưng không bằng a, nghĩa là với mọi khoảng cách khác không ε, tồn tại một khoảng cách khác không δ sao cho nếu khoảng cách giữa x và a nhỏ hơn δ thì khoảng cách giữa f(x) và L nhỏ hơn ε.

## Phát biểu chính xác

### Phát biểu cho hàm số thực
Định nghĩa (ε, δ) cho giới hạn của hàm số là:
Gọi  f  là một hàm giá trị thực định nghĩa trên tập con D của tập số thực. Gọi c là một điểm giới hạn của D và L là một số thực. Ta nói
{\displaystyle \lim _{x\to c}f(x)=L}
nếu với mọi ε > 0 tồn tại một δ > 0 sao cho, với mọi x ∈ D, nếu 0 < | x − c | < δ, thì | f(x) − L | < ε.
Bằng ký hiệu:
{\displaystyle \lim _{x\to c}f(x)=L\iff \ \forall \varepsilon >0,\ \exists \delta >0:\ {\big |}f(x)} − {\displaystyle L{\big |}<\epsilon ,\ \forall x\in D:\ 0<|x} − {\displaystyle c|<\delta \ }
{\displaystyle \iff \ \forall \epsilon \in (0,+\infty ),\ \exists \delta \in (0,+\infty ):\ f(x)\in {\big (}L} − {\displaystyle \epsilon ,L+\epsilon {\big )},\ \forall x\in D\cap {\Big [}{\big (}c} − {\displaystyle \delta ,c+\delta {\big )}\setminus \{c\}{\Big ]}\ }
{\displaystyle \iff \ \forall \epsilon \in (0,+\infty ),\ \exists \delta \in (0,+\infty ):\ f(x)\in {\big (}L} − {\displaystyle \epsilon ,L+\epsilon {\big )},\ \forall f(x)\in f{\bigg [}D\cap {\Big [}{\big (}c} − {\displaystyle \delta ,c+\delta {\big )}\setminus \{c\}{\Big ]}\ {\bigg ]}}
{\displaystyle \iff \ \forall \epsilon \in (0,+\infty ),\ \exists \delta \in (0,+\infty ):\ f{\bigg [}D\cap {\Big [}{\big (}c} − {\displaystyle \delta ,c+\delta {\big )}\setminus \{c\}{\Big ]}\ {\bigg ]}\subseteq {\big (}L} − {\displaystyle \epsilon ,L+\epsilon {\big )}}
Nếu D = [a, b] hoặc D = R, điều kiện c là điểm giới hạn có thể được thay bằng c thuộc D, do khoảng số thực và toàn bộ tập số thực đều là các tập hợp đầy đủ.
Chú ý: trong định nghĩa, phần tử {\displaystyle \delta } là phụ thuộc vào {\displaystyle \epsilon } và đôi khi còn phụ thuộc vào cả hàm {\displaystyle f}. Do đó, để tránh nhầm lẫn, nhiều người thường dùng kí hiệu {\displaystyle \delta _{\epsilon }} hay {\displaystyle \delta (\epsilon )} thay vì {\displaystyle \delta }.

### Phát biểu cho hàm số giữa không gian mêtric
Định nghĩa trên có thể được mở rộng cho hàm số giữa các không gian mêtric. Những không gian này mang một hàm số, gọi là một mêtric, lấy hai điểm trong không gian đó và trả về một số thực biểu diễn khoảng cách giữa hai điểm đó. Định nghĩa tổng quát là:
Giả sử f được định nghĩa trên tập con D của không gian mêtric X với mêtric là dX(x, y) và đi vào không gian mêtric Y với mêtric dY(x, y). Gọi c là một điểm giới hạn của D và L là một điểm trong Y. Khi đó ta nói
{\displaystyle \lim _{x\to c}f(x)=L}
nếu với mọi ε > 0, tồn tại một số δ sao cho với mọi x ∈ D, nếu 0 < dX(x, c) < δ thì dY(f(x), L) < ε.
Cụ thể, mêtric của tập số thực là d(x, y) = | x − y |, do đó định nghĩa trên là trường hợp tổng quát cho định nghĩa đầu tiên với hàm số thực.

### Phát biểu phủ định
Phủ định của định nghĩa trên cho không gian mêtric là như sau:
Giả sử f được định nghĩa trên tập con D của không gian mêtric X với mêtric là dX(x, y) và đi vào không gian mêtric Y với mêtric dY(x, y). Gọi c là một điểm giới hạn của D và L là một điểm trong Y. Khi đó ta nói
{\displaystyle \lim _{x\to c}f(x)\neq L}
nếu tồn tại một ε > 0 sao cho với mọi δ > 0 thì tồn tại một x ∈ D sao cho 0 < dX(x, c) < δ và dY(f(x), L) > ε.
Ta nói {\displaystyle \lim _{x\to c}f(x)} không tồn tại nếu với mọi {\displaystyle L\in Y}, {\displaystyle \lim _{x\to c}f(x)\neq L}.
Trong trường hợp số thực, ta chỉ cần thay {\displaystyle d_{X}(x,y)=d_{Y}(x,y)=|x-y|}.

### Phát biểu cho giới hạn ở vô cùng
Phát biểu chính xác trong trường hợp giới hạn ở vô cùng như sau:
Giả sử f được định nghĩa trên tập con D của không gian mêtric X với mêtric là dX(x, y) và đi vào không gian mêtric Y với mêtric dY(x, y). Gọi L là một điểm trong Y. Khi đó ta nói
{\displaystyle \lim _{x\to \infty }f(x)=L}
nếu với mọi ε > 0, tồn tại một số thực N > 0 sao cho với mọi x ∈ D thỏa dX(x, 0) > N thì dY(f(x), L) < ε.

## Ví dụ

### Ví dụ 1
Ta sẽ chứng minh giới hạn sau bằng cách áp dụng định nghĩa trên
{\displaystyle \lim _{x\to 0}x\sin {\left({\frac {1}{x}}\right)}=0.}
Cho trước số ε > 0. Ta cần tìm một δ > 0 sao cho {\displaystyle |x-0|<\delta \Rightarrow \left|x\sin \left({\frac {1}{x}}\right)-0\right|<\varepsilon }.
Do hàm sin bị chặn trên bởi 1 và chặn dưới bởi −1,
{\displaystyle {\begin{aligned}\left|x\sin {\left({\frac {1}{x}}\right)}-0\right|&=\left|x\sin {\left({\frac {1}{x}}\right)}\right|\\&=|x|\left|\sin {\left({\frac {1}{x}}\right)}\right|\\&\leq |x|.\end{aligned}}}
Do đó, nếu ta lấy δ = ε, thì từ | x − 0 | < δ, ta suy ra | x sin(1/x) − 0 | ≤ | x | ≤ ε. Chứng minh hoàn tất.

### Ví dụ 2
Ta sẽ chứng minh
{\displaystyle \lim _{x\to a}x^{2}=a^{2}}
với mọi số thực a.
Cố định số ε > 0. Ta sẽ tìm một số δ > 0 sao cho {\displaystyle |x-a|<\delta \Rightarrow |x^{2}-a^{2}|<\varepsilon }.
Ta bắt đầu bằng cách phân tích nhân tử :
{\displaystyle |x^{2}-a^{2}|=|(x-a)(x+a)|=|x-a||x+a|.}
Do được tùy ý chọn δ nên ta có thể cho | x − a | < 1 rồi sau đó chọn một số nhỏ hơn 1 làm δ.
Vậy ta có | x − a | < 1. Sử dụng bất đẳng thức tam giác, ta có
{\displaystyle |x+a|=|x-a+2a|\leq |x-a|+|2a|.}
Suy ra
{\displaystyle |x+a|<1+2|a|.}
Do đó, nếu ta giả sử thêm
{\displaystyle |x-a|<{\frac {\varepsilon }{2|a|+1}}}
thì
{\displaystyle |x^{2}-a^{2}|<\varepsilon .}
Tóm lại, ta chỉ cần đặt
{\displaystyle \delta =\min {\left(1,{\frac {\varepsilon }{2|a|+1}}\right)}.}
Khi ấy, nếu | x − a | < δ thì
{\displaystyle {\begin{aligned}|x^{2}-a^{2}|=|x-a||x+a|&<{\frac {\varepsilon }{2|a|+1}}|x+a|\\&<{\frac {\varepsilon }{2|a|+1}}\left(2|a|+1\right)\\&=\varepsilon .\end{aligned}}}
Như vậy, ta đã tìm được một số δ sao cho nếu | x − a | < δ thì | x2 − a2 | < ε. Từ đó, ta suy ra
{\displaystyle \lim _{x\to a}x^{2}=a^{2}}
với mọi số thực a.

### Ví dụ 3
Ta sẽ chứng minh tính chất sau của giới hạn
{\displaystyle \lim _{x\to a}f(x)+g(x)=\lim _{x\to a}f(x)+\lim _{x\to a}g(x),}
với điều kiện các giới hạn ở vế phải tồn tại. Đặt {\displaystyle \lim _{x\to a}f(x)=F} và {\displaystyle \lim _{x\to a}g(x)=G.}
Cố định số ε > 0. Ta cần tìm số δ sao cho nếu | x − a | < δ thì | f(x) + g(x) − (F + G) | < ε.
Từ định nghĩa của giới hạn, ta suy ra tồn tại các số δ1 và δ2 sao cho
{\displaystyle {\begin{aligned}|x-a|<\delta _{1}\Rightarrow |f(x)-F|<{\frac {1}{2}}\varepsilon \\|x-a|<\delta _{2}\Rightarrow |g(x)-G|<{\frac {1}{2}}\varepsilon \end{aligned}}}
Ta có thể chọn δ = min(δ1, δ2). Khi ấy, nếu | x − a | < δ thì cả hai bất đẳng thức trên đều đúng. Sử dụng bất đẳng thức tam giác, ta có
{\displaystyle {\begin{aligned}|f(x)+g(x)-F-G|&\leq |f(x)-F|+|g(x)-G|\\&\leq {\frac {1}{2}}\varepsilon +{\frac {1}{2}}\varepsilon \\&=\varepsilon .\end{aligned}}}
Như vậy δ đã chọn thỏa yêu cầu của giới hạn, ta có điều phải chứng minh.